# Escrime aux Jeux olympiques d'été de 1948
Navigation
Berlin 1936 Helsinki 1952
Cette page présente les résultats des compétitions d'escrime aux Jeux olympiques d'été de 1948.
7 épreuves ont eu lieu.
- six chez les hommes (trois individuelles et trois par équipes)
- une chez les femmes (fleuret individuel)

## Tableau des médailles
| Rang | Nation     | Or | Argent | Bronze | Total |
| ---- | ---------- | -- | ------ | ------ | ----- |
| 1    | France     | 3  | 1      | 0      | 4     |
| 2    | Hongrie    | 3  | 0      | 2      | 5     |
| 3    | Italie     | 1  | 4      | 1      | 6     |
| 4    | Danemark   | 0  | 1      | 0      | 1     |
| -    | Suisse     | 0  | 1      | 0      | 1     |
| 6    | Autriche   | 0  | 0      | 1      | 1     |
| -    | Belgique   | 0  | 0      | 1      | 1     |
| -    | États-Unis | 0  | 0      | 1      | 1     |
| -    | Suède      | 0  | 0      | 1      | 1     |

## Résultats

### Podiums masculins
| Épreuves                                | Or                                                                                               | Argent | Bronze |
| --------------------------------------- | ------------------------------------------------------------------------------------------------ | --- | --- |
| Épée individuelle résultats détaillés   | Luigi Cantone                                                                                    | Oswald Zappelli | Edoardo Mangiarotti |
| Épée par équipes résultats détaillés    | France Maurice Huet Henri Lepage Michel Pécheux Édouard Artigas Marcel Desprets Henri Guérin     | Italie Luigi Cantone Carlo Agostoni Fiorenzo Marini Edoardo Mangiarotti Marco Antonio Mandruzzato Dario Mangiarotti | Suède Per Carleson Arne Tollbom Sven Thofelt Frank Cervell Carl Forssell Bengt Ljungquist                               |
| Fleuret individuel résultats détaillés  | Jéhan de Buhan                                                                                   | Christian d'Oriola                                                                                                  | Lajos Maszlay |
| Fleuret par équipes résultats détaillés | France Jacques Lataste André Bonin Adrien Rommel Christian d'Oriola René Bougnol Jéhan de Buhan  | Italie Saverio Ragno Giorgio Pellini Renzo Nostini Giuliano Nostini Edoardo Mangiarotti Manlio Di Rosa              | Belgique Édouard Yves Paul Valcke Henri Paternóster Raymond Bru Georges de Bourguignon André van de Werve de Vorsselaer |
| Sabre individuel résultats détaillés    | Aladár Gerevich                                                                                  | Vincenzo Pinton | Pál Kovács |
| Sabre par équipes résultats détaillés   | Hongrie Bertalan Papp Tibor Berczelly Aladár Gerevich Rudolf Kárpáti Pál Kovács László Rajcsányi | Italie Renzo Nostini Carlo Turcato Vincenzo Pinton Aldo Montano Gastone Darè Mauro Racca                            | États-Unis Dean Cetrulo Norman Armitage George Worth Tibor Nyilas James Flynn Miguel de Capriles                        |

### Podium féminin
| Épreuves                               | Or         | Argent         | Bronze             |
| -------------------------------------- | ---------- | -------------- | ------------------ |
| Fleuret individuel résultats détaillés | Ilona Elek | Karen Lachmann | Ellen Müller-Preis |